# Эрбах (графство)
Графство Эрбах (нем. Erbach) — карликовое государство Священной Римской империи, существовавшее в Оденвальде с 1532 по 1806 годы. В начале XIX века занимало площадь в 532 км² (более чем в 3 раза больше площади современного Лихтенштейна) и насчитывало 33 тыс. подданных. При роспуске империи все представители правящего рода были медиатизованы. Столица — город Эрбах.

Первый представитель рода, Эберхард фон Эрбах, упоминается в 1148 году. Его наследники занимали (вплоть до роспуска империи) должность кравчего (шенка) при курфюрсте Пфальцском и в качестве министериалов (фогтов) Лоршского монастыря управляли рядом земель последнего, включая Михельштадт, к которым со временем добавились Рейхельсгейм и Берфельден. Монастырские земли, несмотря на противодействие рейнских пфальцграфов, стали наследственными в роде фон Эрбах. 

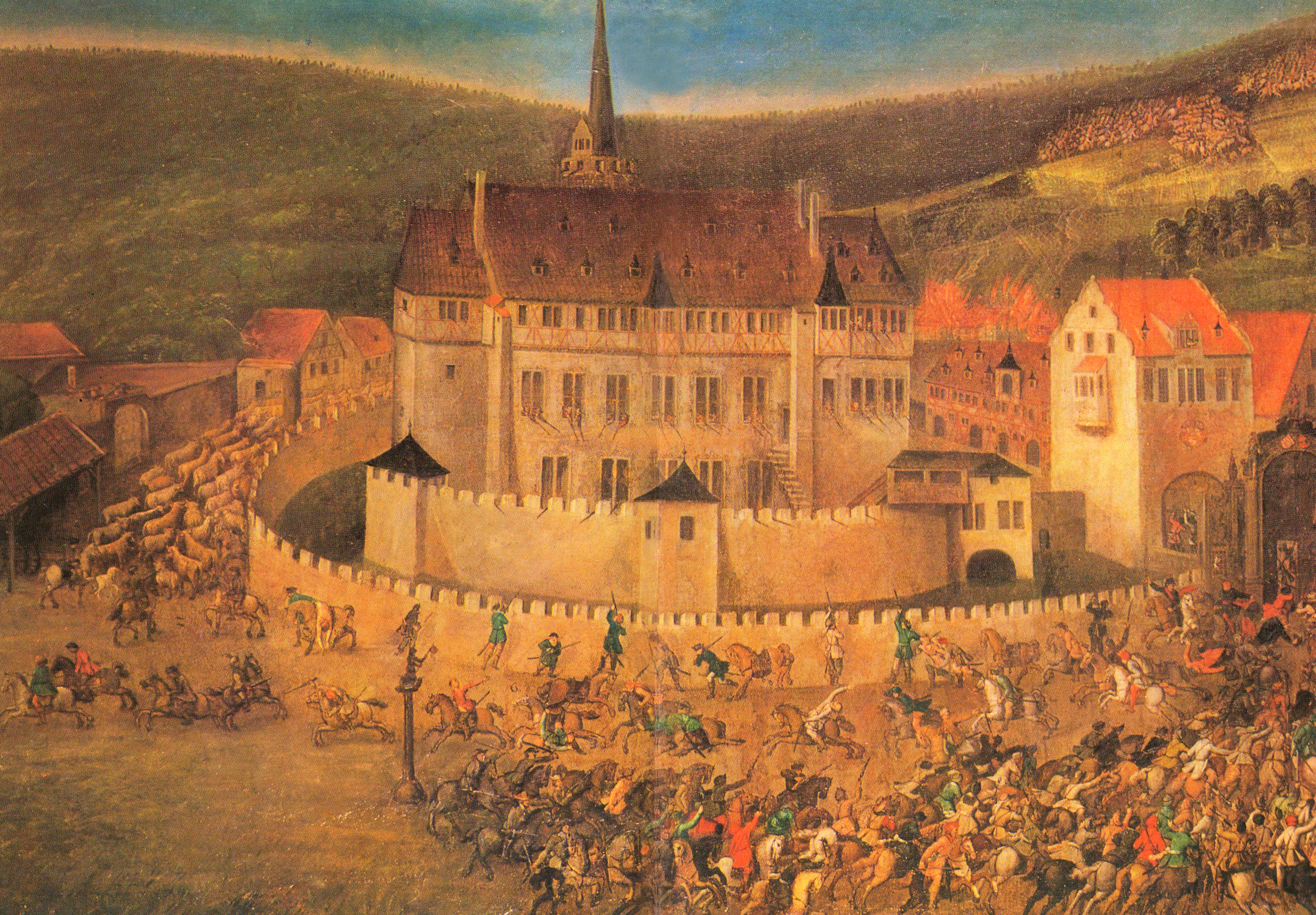
Оборона замка Эрбах от хорватов в 1623 г.

В 1270 г. был осуществлён раздел фамильных владений на сеньории Эрбах-Эрбах, Эрбах-Рейхенберг и Эрбах-Михельштадт, который продлился до XVI века. Эберхард XI (1475-1539), оказавшись единственным представителем рода, соединил в своих руках все эти земли. В 1532 г. за лояльность в годы крестьянской войны он получил от Карла V достоинство имперского графа и место в коллегии франконских графов. Его сын Эберхард XII в 1544 г. примкнул к Реформации. 
Граф Георг Альбрехт I (1597—1647, внук Эберхарда XII и 19-й ребёнок в семье своего отца) упрочил свой вес в стане прирейнских протестантов браком с племянницей Вильгельма Молчаливого. От него происходят три линии рода — Эрбах-Эрбах (отстроившая в стиле барокко новую резиденцию в Эрбахе), Эрбах-Фюрстенау, Эрбах-Шёнберг (с резиденцией в замке Шёнберг). 
В 1806 г. владения Эрбахов были медиатизованы в пользу Гессена и (в существенно меньшей доле) королевства Бавария. При этом земли, унаследованные в 1804 г. от графов Вартенберг, были проданы королю Вюртемберга. Вырученные средства позволили графу Францу Эрбах-Эрбахскому собрать богатую коллекцию антиков и изделий из слоновой кости, которая легла в основу Немецкого музея слоновой кости в Эрбахе. 
Легенда о происхождении владетельного дома Эрбахов от Эйнхарда и Эммы, дочери Карла Великого, не имеет под собой исторического основания. 

## Представители рода Эрбах
- Дитрих Шенк фон Эрбах[англ.] (ок. 1390—1459) — архиепископ Майнца с 1434 г., заказчик Майнцской псалтыри.
- София Альбертина Эрбах-Эрбахская (1683—1742) — герцогиня-консорт (а также регент) Саксен-Гильдбурггаузена.
- Граф Карл Эрбах-Шёнбергский[нем.] (1732—1816) — генерал-фельдцейхмейстер австрийской службы, участник войн с турками и первой коалиции.
- Граф Франц Эрбах-Эрбахский[нем.] (1754—1823) — коллекционер и меценат, превративший Эрбах в центр резьбы по слоновой кости.
- Граф Густав Эрнст цу Эрбах-Шёнберг[нем.] (1840—1908) — известен браком с гессенской принцессой Марией Баттенберг (родной сестрой первого князя Болгарии и двоюродной сестрой царя Александра III). В 1903 г. возведён великим герцогом Эрнстом Людвигом в княжеское достоинство.
- Князь Александр цу Эрбах-Шёнберг[англ.] (1872—1944), сын предыдущего, приходился троюродным братом последнему российскому императору и двоюродным — испанской и шведской королевам, а также бабушке Карла III и последнему вице-королю Индии.